# Bundesratswahl 1971

Vereidigung der Bundesräte und des Bundeskanzlers nach den Gesamterneuerungswahlen 1971

Am 8. Dezember 1971 fanden in der Schweiz die Gesamterneuerungswahlen des Bundesrates statt. Die beiden Kammern des neu gewählten Parlaments, die Vereinigte Bundesversammlung, wählten die Schweizer Regierung, den Bundesrat, für die von 1972 bis 1975 dauernde Amtszeit. Die Sitze wurden einzeln in der Reihenfolge des Amtsalters der Sitzinhaber bestellt. Nach dem Rücktritt von Bundesrat Ludwig von Moos (CVP) kam es zu einer Ersatzwahl.

## Wahlen

### Erste Wahl (Sitz von Hans-Peter Tschudi, SP)

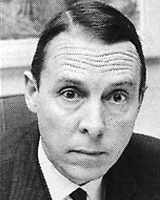
Hans-Peter Tschudi

Hans-Peter Tschudi (SP) wurde am 17. Dezember 1959 zum Bundesrat gewählt. Tschudi war dann von 1960 bis 1973 Vorsteher des Departements des Innern.
|                         | 1. Wahlgang |
| ----------------------- | ----------- |
| ausgeteilte Wahlzettel  | 238         |
| eingegangene Wahlzettel | 238         |
| leer/ungültig           | 8/0         |
| gültig Total            | 230         |
| absolutes Mehr          | 116         |
| Hans-Peter Tschudi      | 220         |
| Verschiedene            | 10          |

### Zweite Wahl (Sitz von Roger Bonvin, CVP)

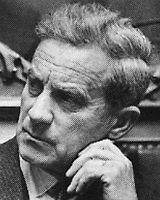
Bundesrat Roger Bonvin im Nationalrat

Roger Bonvin (KCV/CVP) wurde am 27. September 1962 zum Bundesrat gewählt. Bonvin war dann zwischen 1962 und 1968 Vorsteher des Finanz- und Zolldepartements und zwischen 1968 und 1973 Vorsteher des Verkehrs- und Energiewirtschaftsdepartements. Zahlreiche Stimmen erhielten Nationalrat Kurt Furgler und Nationalrat Leo Schürmann aus dem Kanton Solothurn (beide ebenfalls CVP).
|                         | 1. Wahlgang |
| ----------------------- | ----------- |
| ausgeteilte Wahlzettel  | 240         |
| eingegangene Wahlzettel | 240         |
| leer/ungültig           | 27/0        |
| gültig Total            | 213         |
| absolutes Mehr          | 107         |
| Roger Bonvin            | 164         |
| Kurt Furgler            | 19          |
| Leo Schürmann           | 12          |
| Verschiedene            | 18          |

### Dritte Wahl (Sitz von Rudolf Gnägi, BGB)

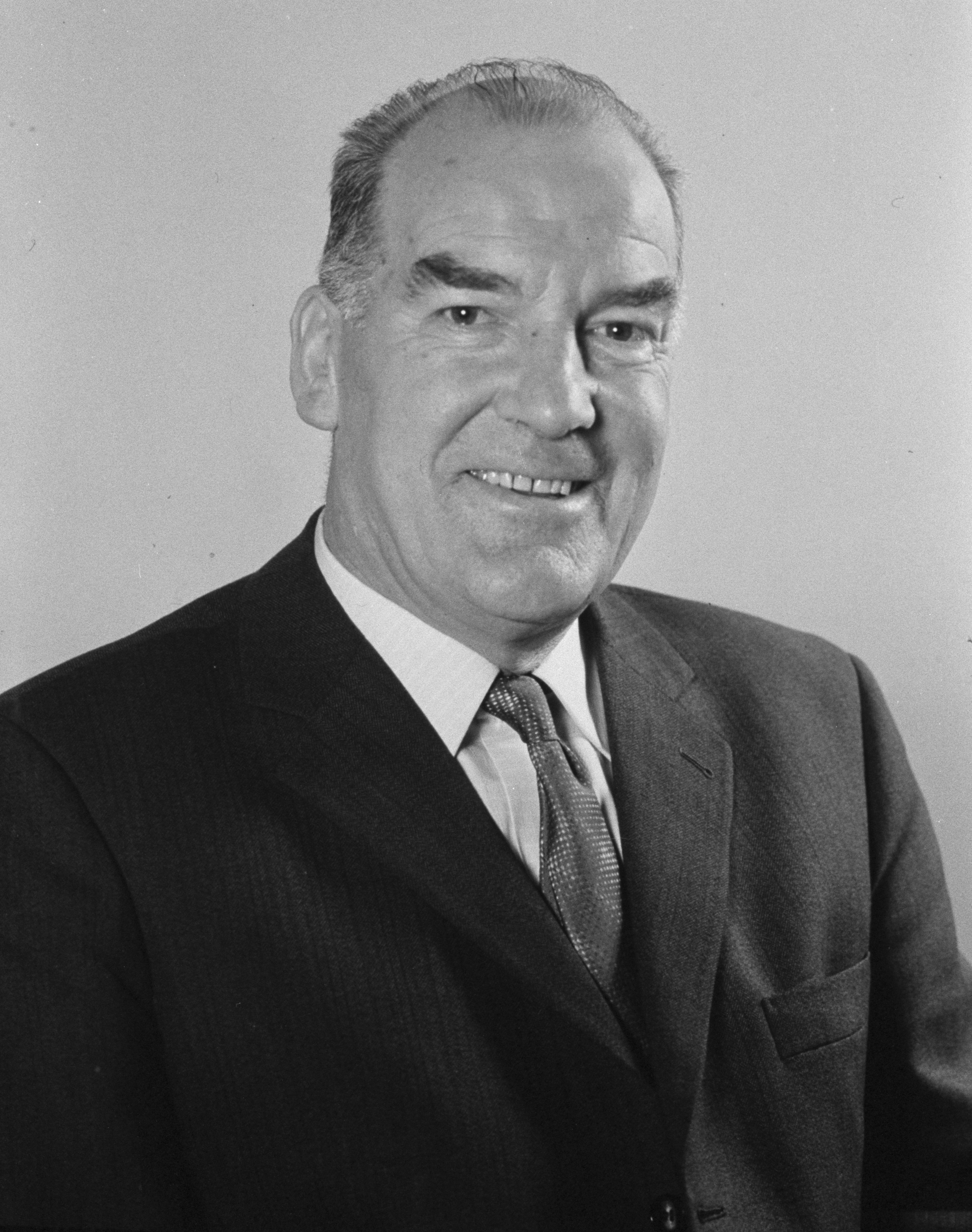
Rudolf Gnägi

Rudolf Gnägi (BGB) wurde am 8. Dezember 1965 zum Bundesrat gewählt. Gnägi war zwischen 1966 und 1968 Vorsteher des Verkehrs- und Energiewirtschaftsdepartements und zwischen 1969 und 1979 Vorsteher des Militärdepartements (ab 1979 Eidgenössisches Militärdepartement).
|                         | 1. Wahlgang |
| ----------------------- | ----------- |
| ausgeteilte Wahlzettel  | 229         |
| eingegangene Wahlzettel | 228         |
| leer/ungültig           | 21/0        |
| gültig Total            | 207         |
| absolutes Mehr          | 104         |
| Rudolf Gnägi            | 178         |
| Verschiedene            | 29          |

### Vierte Wahl (Sitz von Nello Celio, FDP)

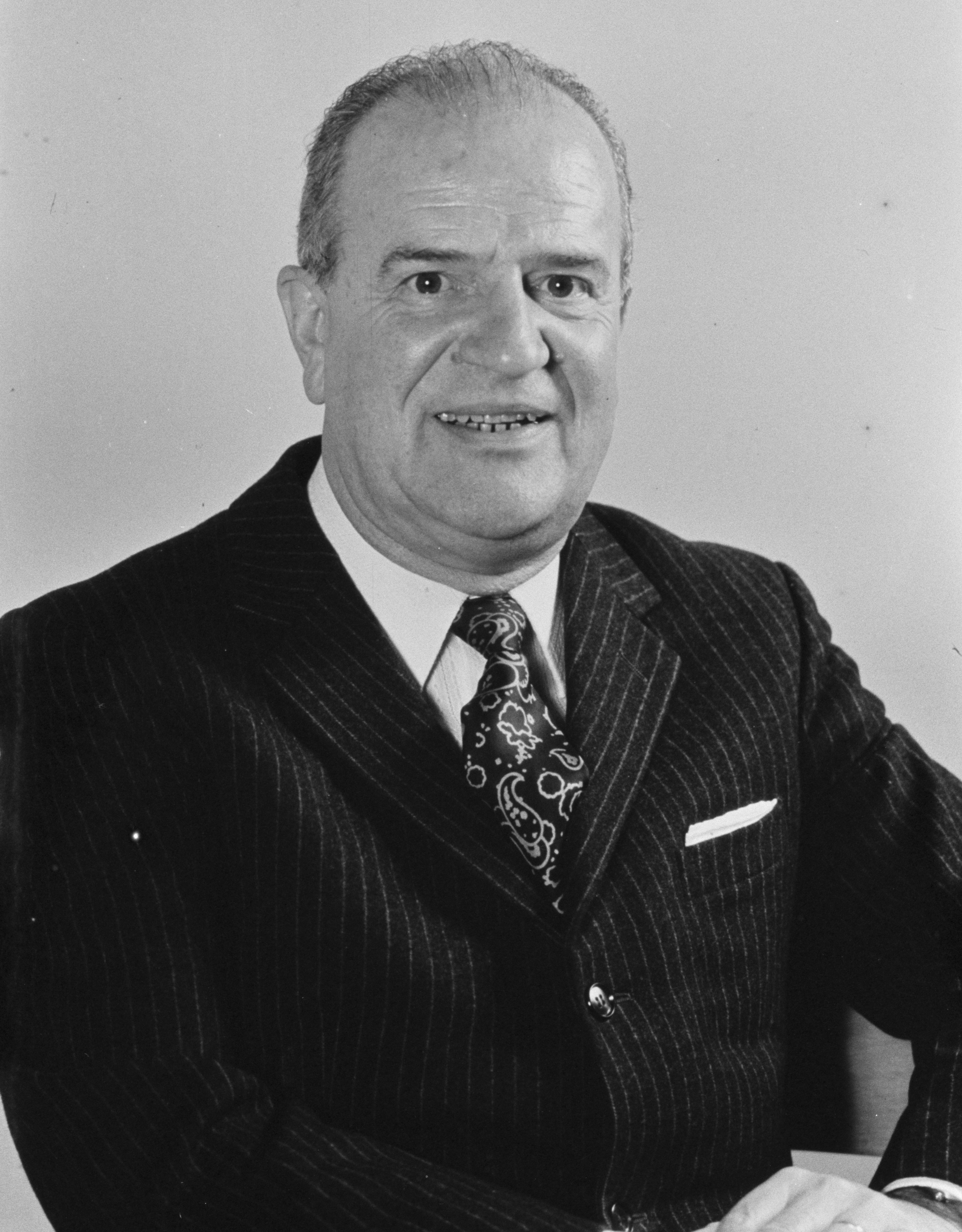
Nello Celio

Nello Celio (FDP) wurde am 14. Dezember 1966 zum Bundesrat gewählt. Celio war 1967 und 1968 Vorsteher des Militärdepartements und zwischen 1969 und 1979 Vorsteher des Finanz- und Zolldepartements.
|                         | 1. Wahlgang |
| ----------------------- | ----------- |
| ausgeteilte Wahlzettel  | 235         |
| eingegangene Wahlzettel | 235         |
| leer/ungültig           | 30/0        |
| gültig Total            | 205         |
| absolutes Mehr          | 103         |
| Nello Celio             | 194         |
| Verschiedene            | 11          |

### Fünfte Wahl (Sitz von Ernst Brugger, FDP)

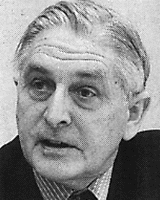
Ernst Brugger

Ernst Brugger (FDP) wurde am 10. Dezember 1969 zum Bundesrat gewählt. Brugger war dann zwischen 1970 und 1978 Vorsteher des Volkswirtschaftsdepartements. 
|                         | 1. Wahlgang |
| ----------------------- | ----------- |
| ausgeteilte Wahlzettel  | 238         |
| eingegangene Wahlzettel | 238         |
| leer/ungültig           | 19/0        |
| gültig Total            | 219         |
| absolutes Mehr          | 110         |
| Ernst Brugger           | 214         |
| Verschiedene            | 5           |

### Sechste Wahl (Sitz von Pierre Graber, SP)

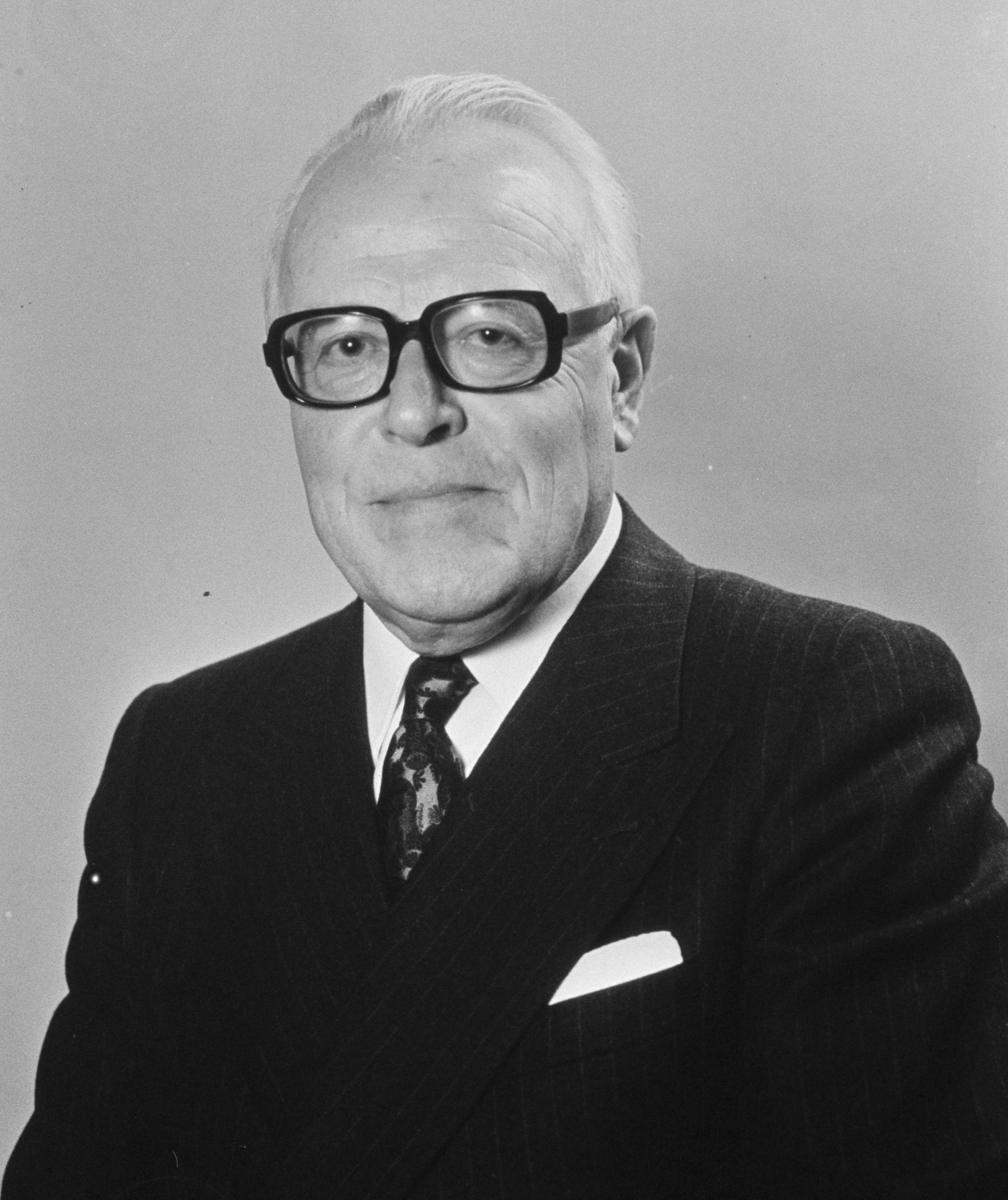
Pierre Graber (1971)

Pierre Graber (SP) wurde am 10. Dezember 1969 zum Bundesrat gewählt. Graber war zwischen 1970 und 1978 Vorsteher des Politischen Departements. Sein Gegenkandidat Olivier Reverdin (LPS) erhielt 44 Stimmen.
|                         | 1. Wahlgang |
| ----------------------- | ----------- |
| ausgeteilte Wahlzettel  | 237         |
| eingegangene Wahlzettel | 237         |
| leer/ungültig           | 47/0        |
| gültig Total            | 190         |
| absolutes Mehr          | 96          |
| Pierre Graber           | 114         |
| Olivier Reverdin        | 44          |
| Verschiedene            | 22          |

## Detailergebnisse der Ersatzwahl für Ludwig von Moos, CVP

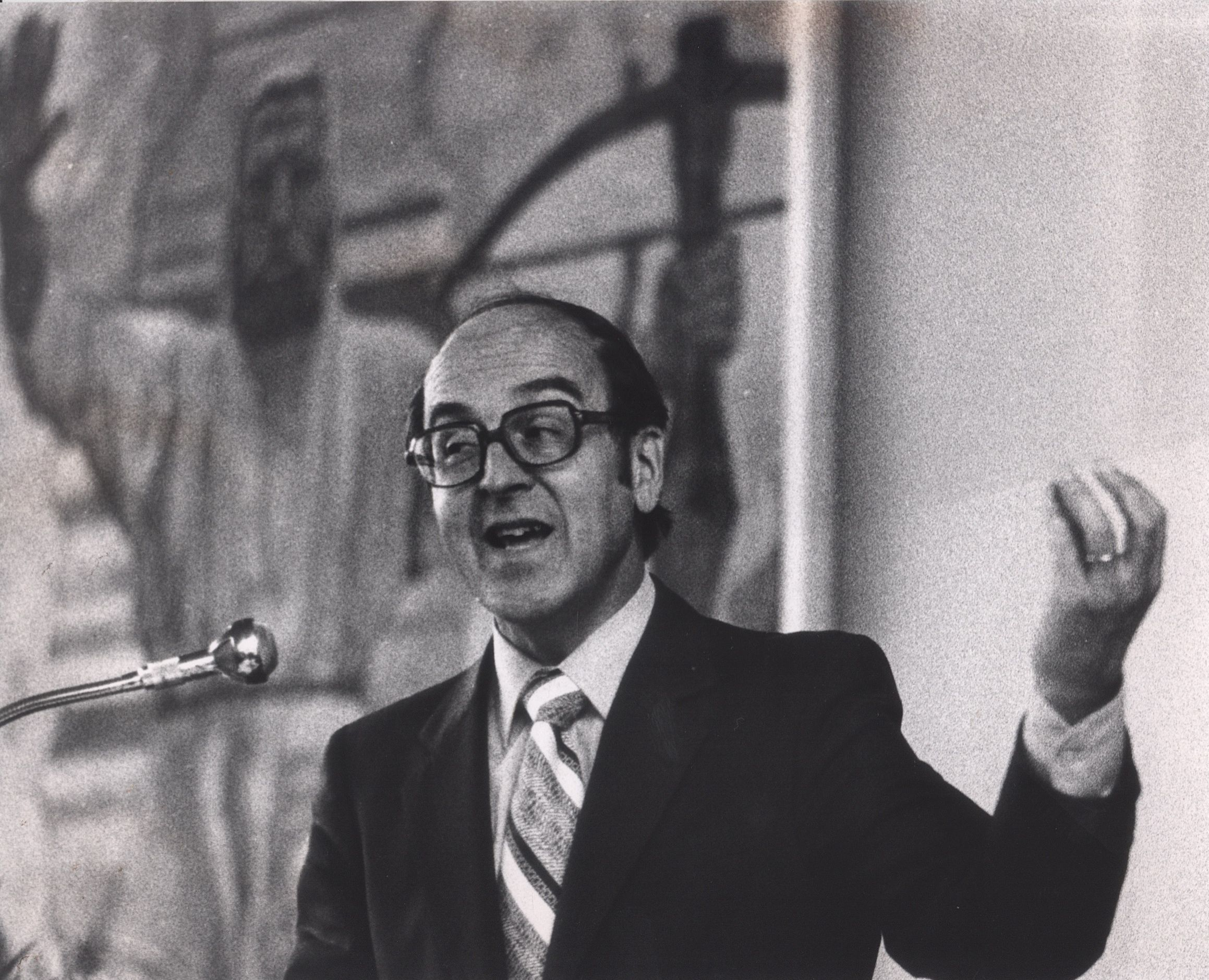
Kurt Furgler

Der 1. Wahlgang erbrachte bereits den von der CVP gewünschten Ausgang. Ihr offizieller Kandidat Kurt Furgler wurde mit deutlicher Mehrheit zum Bundesrat gewählt; Nationalrat Leo Schürmann aus dem Kanton Solothurn und Ständerat Hans Hürlimann aus dem Kanton Zug (beide ebenfalls von der CVP) erhielten zahlreiche Stimmen. Furgler war dann zwischen 1972 und 1982 Vorsteher des Justiz- und Polizeidepartements (ab 1979 Eidgenössisches Justiz- und Polizeidepartement, EJPD) und zwischen 1983 und 1986 Vorsteher des Eidgenössischen Volkswirtschaftsdepartements, EVD.
|                         | 1. Wahlgang |
| ----------------------- | ----------- |
| ausgeteilte Wahlzettel  | 238         |
| eingegangene Wahlzettel | 238         |
| leer/ungültig           | 10/0        |
| gültig Total            | 228         |
| absolutes Mehr          | 115         |
| Kurt Furgler            | 125         |
| Leo Schürmann           | 51          |
| Hans Hürlimann          | 46          |
| Verschiedene            | 6           |

## Wahl des Bundeskanzlers

Karl Huber (1971)

Der amtierende Bundeskanzler Karl Huber (CVP) stellte sich der Wiederwahl. Er wurde bereits im 1. Wahlgang wiedergewählt. Zahlreiche Stimmen erhielt Vizekanzler Walter Buser (SP).
|                         | 1. Wahlgang |
| ----------------------- | ----------- |
| ausgeteilte Wahlzettel  | 204         |
| eingegangene Wahlzettel | 201         |
| leer/ungültig           | 36/9        |
| gültig Total            | 165         |
| absolutes Mehr          | 83          |
| Karl Huber              | 135         |
| Walter Buser            | 21          |
| Verschiedene            | 9           |

## Wahl des Bundespräsidenten
Nello Celio (FDP) wurde mit 179 Stimmen zum Bundespräsidenten für das Jahr 1972 gewählt.
|                         | 1. Wahlgang |
| ----------------------- | ----------- |
| ausgeteilte Wahlzettel  | 235         |
| eingegangene Wahlzettel | 233         |
| leer/ungültig           | 29/0        |
| gültig Total            | 204         |
| absolutes Mehr          | 103         |
| Nello Celio             | 179         |
| Verschiedene            | 25          |

## Wahl des Vizepräsidenten
Roger Bonvin (CVP) wurde mit 131 Stimmen zum Vizepräsidenten gewählt.
|                         | 1. Wahlgang |
| ----------------------- | ----------- |
| ausgeteilte Wahlzettel  | 220         |
| eingegangene Wahlzettel | 217         |
| leer/ungültig           | 41/0        |
| gültig Total            | 176         |
| absolutes Mehr          | 89          |
| Roger Bonvin            | 131         |
| Verschiedene            | 45          |